# Afillatura de San Andrián de Vadoluengo (1135)
L'Afillatura de San Andrián de Vadoluengo fou el contracte d'afillament firmat el gener de 1135 a l'ermita de San Adrián de Vadoluengo (Sangüesa) entre el rei Garcia V de Pamplona i el rei Ramir II d'Aragó.

## Context
El contracte d'afillament tenia per objectiu formar una aliança contra Alfons VII de Castella i consensuar una solució a la problemàtica successòria que havia plantejat el Testament d'Alfons I d'Aragó (1131).

## El contracte d'afillatura
El text original no es coneix, i les seves referències parteixen d'una crònica històrica. Mitjançant el contracte d'afillament, els dos reis d'adoptaven mútuament, resultant successor del patrimoni reial de l'altre aquell que sobrevisqués al difunt. El contracte estigué en vigor tan sols durant 5 mesos, moment en el qual Garcia V de Pamplona canvià de bàndol i s'alià amb Alfons VII de Castella en contra Ramir II d'Aragó. De resultes d'això el contracte d'afillament quedà trencat i el rei Ramir II d'Aragó es casà amb Agnès de Poitiers a fi d'engendrar un successor per al Regne d'Aragó.